# Juliana Fedak
Juliana Leonidivna Fedak (ukrainsk: Юліана Леонідівна Федак; født 8. juni 1983 i Nova Kakhovka, Sovjetunionen) er en kvindelig tidligere professionel tennisspiller fra Ukraine.
Juliana Fedaks højeste rangering på WTA's verdensrangliste i single var som nummer 63, hvilket hun opnåede den 18. september 2006. I double var den bedste placering nummer 34, hvilket blev opnået den 15. januar 2007. 